# Минный крейсер

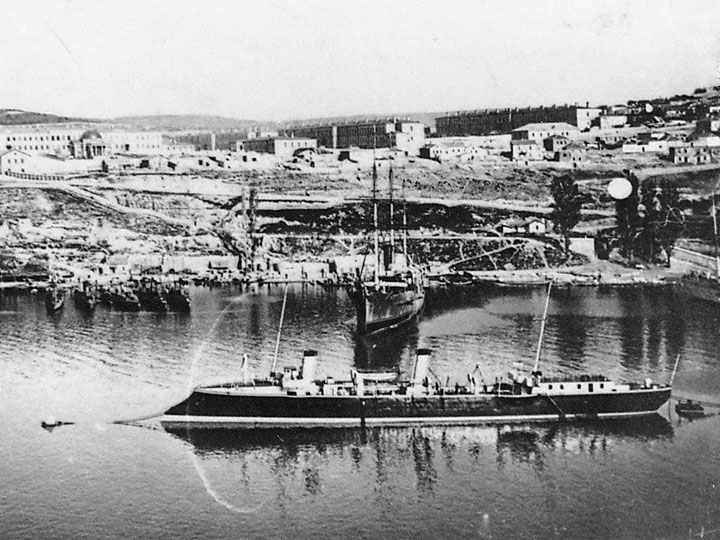
Минный крейсер «Капитан Сакен» в Южной бухте Севастополя

Ми́нный кре́йсер — класс больших миноносцев водоизмещением 400…1600 тонн, существовавший в конце XIX — начале XX века. Отличался усиленным артиллерийским и минным (от устар. «самодвижущаяся мина» — торпеда) вооружением, предназначенным для уничтожения миноносцев противника. Минные крейсера имели до 15 орудий калибром до 47 мм или 2…3 орудия 120-75 мм, и до 5 торпедных аппаратов. Согласно принятой в то время классификации относились к кораблям 2-го ранга и служили для отражения минных атак и несения разведки.

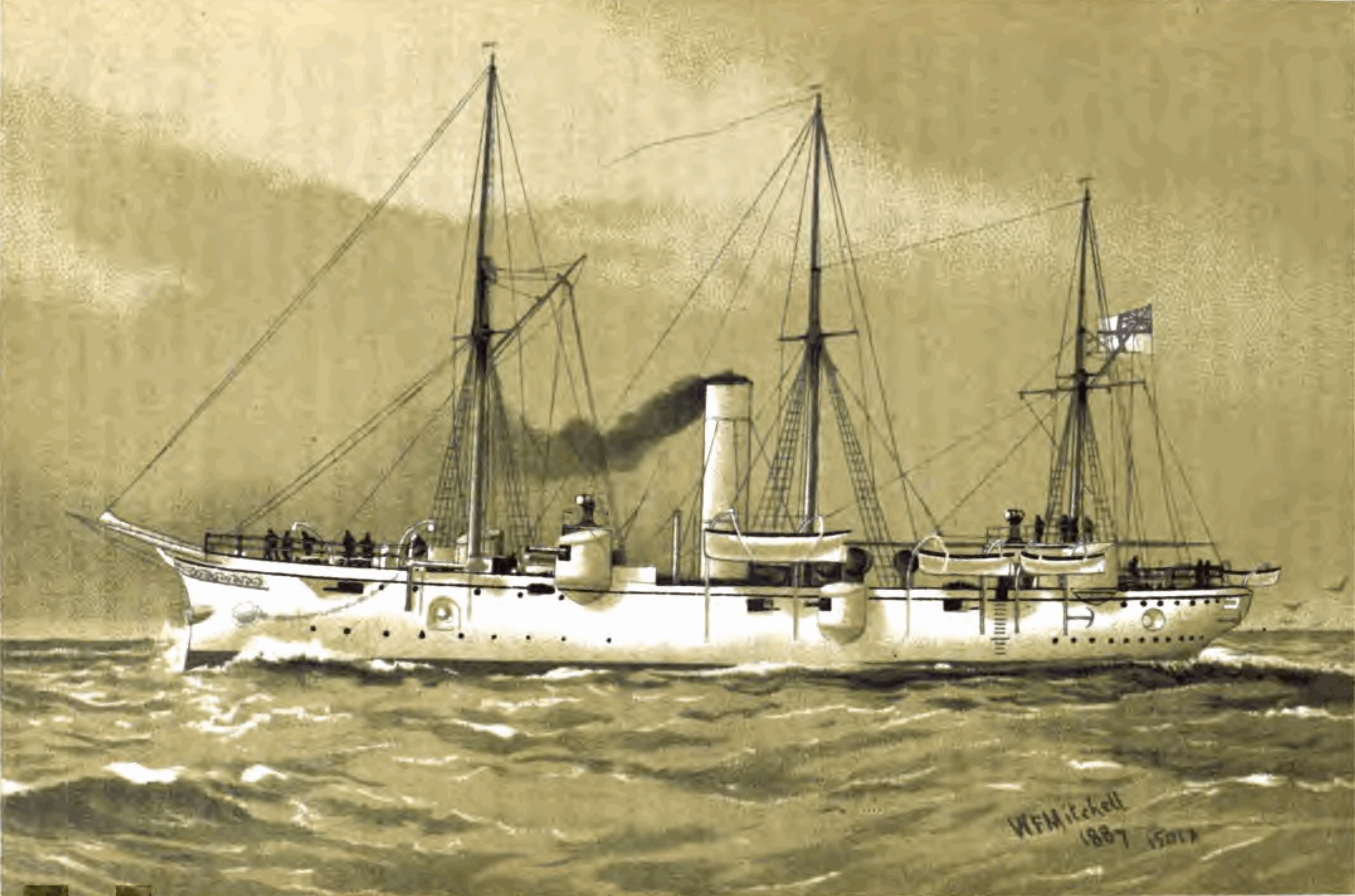
Британский минный крейсер «Арчер» (1888 год). Худ. Уильям Митчелл

## Россия
В виду желания зачислить эскадренные миноносцы во II ранг судов они были названы в России Крейсерами минными. Минные крейсера первоначально строились для того, чтобы совершать минные атаки (современность — торпедные) на неприятельские суда во всякую погоду (миноносцы в свежую погоду не могли действовать), почему им давалось водоизмещение около 700 — 1 000 тонн, а в случае надобности они могли для разведочной и блокадной службы применяться для нападения на коммерческие суда и для истребления неприятельских миноносцев.
Первый в России минный крейсер был начат постройкой в 1885 году, спущен на воду 12 июня 1886 года, вступил в строй в 1887 году. Внешне он был похож на французский минный крейсер «Кондор», но имел броневую палубу вдвое большей толщины и почти вдвое меньшее водоизмещение. Крейсер получил наименование «Лейтенант Ильин» — в память о герое Чесменского сражения 1770 года.
Всего в 1889—1896 годы было построено 9 минных крейсеров:
- Тип «Лейтенант Ильин»
  - «Лейтенант Ильин» (1886 год[2])
  - «Капитан Сакен» (1889 год)
- Тип «Казарский» (проект фирмы Шихау)
  - «Казарский» (1890 год)
  - «Воевода» (1891 год)
  - «Посадник» (1892 год)
  - «Всадник» (1893 год)
  - «Гайдамак» (1893 год)
  - «Гридень» (1893 год)
- Тип «Абрек» (проект фирмы Крейтон)
  - «Абрек» (1895 год) водоизмещением 650 тонн

До 10 октября 1907 года как минные крейсера классифицировались также эскадренные миноносцы первых серий (водоизмещением более 600 тонн):
- Тип «Украйна» («Войсковой», «Украйна», «Туркменец-Ставропольский», «Забайкалец», «Донской казак», «Страшный», «Стерегущий», «Казанец»)
- Тип «Финн» («Доброволец», «Московитянин», «Эмир Бухарский», «Финн»)
- Тип «Всадник» («Уссуриец», «Амурец», «Гайдамак», «Всадник»)
- Тип «Охотник» («Пограничник», «Генерал Кондратенко», «Охотник», «Сибирский стрелок»)
- Тип «Лейтенант Шестаков» («Лейтенант Шестаков», «Капитан Сакен», «Капитан-лейтенант Баранов», «Лейтенант Зацаренный»)

Всего под названием минных крейсеров было построено 18 судов: 8 в 500 тонн, 6 в 570 тонн и четыре в 615 тонн.

## Османская империя
В 1906 году построены минные крейсера типа «Пейк-и-Шевкет» водоизмещением 760 тонн.

## Швеция
Пять 800-тонных минных крейсеров типа Örnen, которые были построены в конце 1890-х годов, продолжали служить в течение многих десятилетий.